# Гоголовиці (Любінський повіт)
Гоголовиці (пол. Gogołowice, нім. Gugelwitz) — село в Польщі, у гміні Любін Любінського повіту Нижньосілезького воєводства.
Населення — 288 осіб (2011).
У 1975-1998 роках село належало до Легницького воєводства.

## Демографія
Демографічна структура станом на 31 березня 2011 року:
|          | Загалом | Допрацездатний вік | Працездатний вік | Постпрацездатний вік |
| -------- | ------- | ------------------ | ---------------- | -------------------- |
| Чоловіки | 138     | 22                 | 104              | 12                   |
| Жінки    | 150     | 31                 | 81               | 38                   |
| Разом    | 288     | 53                 | 185              | 50                   |